# مولای با
مولای با (انگلیسی: Moulaye Ba؛ زادهٔ ۱۱ نوامبر ۱۹۹۰) بازیکن فوتبال اهل فرانسه است.